# Corazón salvaje (2009)
 (срп. Дивље срце) мексичка је теленовела, продукцијске куће Телевиса, снимана током 2009. и 2010.

## Синопсис
Прича почиње са Маријом дел Росарио и Хуаном де Диосем, двоје заљубљених бића која због социјалних разлика бивају раздвојени. Она је девојка из високог друштва у Веракрузу, а он скроман рибар. Родриго, моћан човек из луке, бива заслепљен бесом када сазна да Марија планира удају за Хуана. Наређује да се рибар одведе у затвор и уз помоћ Леонарде, Маријине сестре, девојку одводи на удаљено имање где се у тајности рађа плод њене забрањене љубави са рибарем. Хуан де Диос бежи из затвора, и у бегу од Родрига, оклизне се са стене и пада у узбуркано море. Леонарда одводи бебу са хацијенде и Марију дел Росарио затвара у скривену тамницу, говорећи Родригу да је преминула. Очајан Родриго, упркос Леонардиним изјавама љубави, одлучује да отпутује за Европу одакле се касније враћа ожењен Констансом. У међувремену, Леонарда се удаје за породичног секретара, Ноела, и доноси на свет Рената.
Хуан де Диос преживљава несрећу и сазнаје да је Ремихио спасио његовог сина, те да га је усвојила његова мајка Аурора и дала му исто име које је било записано на скривеном папирићу међу његовим стварима – Хуан де Диос. Пролазе године и рибар на самрти препричава сину своју причу, те тражи од њега да казни Родрига. Пред гробом свога оца, младић се куне на освету и мења своје име из Хуан де Диос у Хуан дел Диабло. Међутим, када упозна ћерке близнакиње свог највећег непријатеља, обузима га страст за Ајме, једном од њих.
Рехина, друга Родригова ћерка близнакиња, воли Рената, али када сазна да је он заљубљен у Ајме, одлучује да се замонаши. Ајме се удаје за Рената, а у исто време наставља да се виђа са Хуаном. На корак од бега са Хуаном, Ренато их открива, а Рехина штити тако што говори да је она та која је покушала да побегне са њим. Тада их Ренато приморава да се венчају, што одговара Хуану који преко Рехине планира да се освети за све зло које је Родриго нанео његовом оцу. Међутим, како се боље упознају, они схватају да су рођени једно за друго, те да ће њихова дубока и несавладива љубав бити јача од мржње и жеље за осветом.

## Глумачка постава

### Главне улоге
| Глумац:          | Улога:                                                                                       |
| ---------------- | -------------------------------------------------------------------------------------------- |
| Арасели Арамбула | Рехина Монтес де Ока Рибера Ајме Монтес де Ока Рибера                                        |
| Едуардо Јањез    | Хуан де Диос Сан Роман Монтес де Ока (Хуан дел Диабло) Хуан Алдама де ла Круз (Хуан де Диос) |

### Споредне улоге
| Глумац:                | Улога:                          |
| ---------------------- | ------------------------------- |
| Кристијан де ла Фуенте | Ренато Видал Монтес де Ока      |
| Елена Рохо             | Леонарда Монтес де Ока де Видал |
| Енрике Роча            | Родриго Монтес де Ока           |
| Рене Касадос           | Ноел Видал                      |
| Лаура Флорес           | Марија дел Росарио де Ока       |
| Себастијан Сурита      | Габријел Алварез                |
| Анђелик Бојер          | Химена                          |
| Лаура Кармине          | Перла                           |
| Елизабет Гутијерез     | Росенда                         |
| Марија Рохо            | Клеменсија                      |
| Освалдо Риос           | Хуан де Диос Сан Роман (отац)   |
| Лаиша Вилкинс          | Констанса Монтес де Ока         |
| Мануел Охеда           | Фулхенсио Берон                 |
| Салвадор Пинеда        | Аркадио                         |
| Лисардо                | Федерико Мартин Дел Кампо       |
| Алехандро Авила        | др Пабло Миранда                |
| Луис Гатика            | Ремихио Гарсија                 |
| Патрисија Мартинез     | Аурора Гарсија                  |
| Рајмундо Капетиљо      | Раул де Марин                   |
| Силвија Манрикез       | Мадам Марлен де Фонтенак        |
| Исабел Мадов           | Бриџит                          |
| Санета                 | Фифи                            |
| Рикардо Клејнбаум      | Филип                           |
| Мишел Рамахлија        | Лулу                            |
| Лусија Гвилмајин       | Гриселда                        |